# ヴォディツェ (スロベニア)
ヴォディツェ（Vodice (nad Ljubljano), ドイツ語：Woditz in Krain）は、スロベニアの市である。リュブリャナ市のすぐ北に位置する。